# 全国中等学校優勝野球甲信越大会
全国中等学校優勝野球甲信越大会（ぜんこくちゅうとうがっこうゆうしょうやきゅうこうしんえつたいかい）は、1923年（第9回大会）から1930年（第16回大会）まで山梨県・長野県・新潟県を対象に行われた全国中等学校優勝野球大会の地方大会。
本項では1918年（第4回大会）から1922年（第8回大会）まで山梨県・長野県を対象に行われた甲信大会（こうしんたいかい）についても記す。

## 概要・歴史
長野県勢と新潟県勢は1916年（第2回大会）から北陸大会に参加していたが、山梨県勢の初参加となった1918年（第4回大会）から山梨県・長野県を対象とする甲信大会が編成された。山梨県勢は1919年（第5回大会）から1923年（第9回大会）まで不参加となり、甲信大会は5回とも長野県勢が優勝した。
北陸大会の参加校数が増え、1923年（第9回大会）から山梨県・長野県・新潟県を対象とする甲信越大会に再編された。しかしこの年、中等学校野球が長野市と松本市の住民感情対立の場と化してしまっていた長野県では、長野県立中等学校長会が県立校の大会参加を禁止したため、長野県勢は私立の松本商しか参加できなかった。
県庁所在地の長野市を中心とする東北信地方と松本市を中心とする中南信地方の対立が絶えなかった長野県では、長野の学校が松本で試合をすると「勝ったら生きて長野へは帰さないぞ」という脅迫状が届いたり、松本の学校が長野で試合をすると「くやしかったら県庁を背負って帰れ」などの悪野次が飛び交ったという。
長野県の県立校の大会参加禁止が解除されたのは甲信越大会消滅後の1931年（第17回大会）で、甲信越大会時代の長野県勢の参加は私立の松本商および県立でも中学校ではない実業学校の長野商や諏訪蚕糸に限られていた。そのような中でも、甲信越大会8回のうち山梨県勢の優勝なし、長野県勢の優勝6回、新潟県勢の優勝2回と、長野県勢の強さが際立った。このうち、松本商は1928年の第14回大会で全国優勝も果たしている。
1931年（第17回大会）から山梨県・神奈川県・静岡県を対象とする甲神静大会と、長野県・新潟県を対象とする信越大会が編成され、甲信越大会は消滅した。

## 歴代代表校
| 年度                 | 参加県           | 参加校 | 代表校（出場回数）       | 決勝スコア | 準優勝校 | 全国大会      |
| -------------------- | ---------------- | ------ | ------------------------ | ---------- | -------- | ------------- |
| 甲信大会             |                  |        |                          |            |          |               |
| 1918年（第4回大会）  | 山梨・長野       | 9校    | 長野師範（3年連続3回目） | 3-1        | 諏訪中   | （中止）      |
| 1919年（第5回大会）  | 長野             | 9校    | 長野師範（4年連続4回目） | 6-3        | 松本中   | 準優勝        |
| 1920年（第6回大会）  | 長野             | 10校   | 松本商（初出場）         | 7-0        | 長野師範 | 1回戦         |
| 1921年（第7回大会）  | 長野             | 14校   | 長野中（初出場）         | 4-1        | 松本商   | 2回戦（初戦） |
| 1922年（第8回大会）  | 長野             | 10校   | 松本商（2年ぶり2回目）   | 4-2        | 松本中   | ベスト4       |
| 甲信越大会           |                  |        |                          |            |          |               |
| 1923年（第9回大会）  | 長野・新潟       | 12校   | 新潟商（2年連続2回目）   | 9-5        | 長岡中   | 2回戦         |
| 1924年（第10回大会） | 山梨・長野・新潟 | 6校    | 松本商（2年ぶり3回目）   | 16-3       | 長野商   | 準優勝        |
| 1925年（第11回大会） | 山梨・長野・新潟 | 9校    | 長野商（初出場）         | 4-1        | 松本商   | 2回戦（初戦） |
| 1926年（第12回大会） | 山梨・長野・新潟 | 10校   | 新潟商（3年ぶり3回目）   | 3-0        | 松本商   | ベスト8       |
| 1927年（第13回大会） | 山梨・長野・新潟 | 9校    | 松本商（3年ぶり4回目）   | 10-0       | 新潟商   | ベスト4       |
| 1928年（第14回大会） | 山梨・長野・新潟 | 13校   | 松本商（2年連続5回目）   | 18-6       | 長野商   | 優勝          |
| 1929年（第15回大会） | 山梨・長野・新潟 | 9校    | 諏訪蚕糸（初出場）       | 13-1       | 柏崎中   | 2回戦（初戦） |
| 1930年（第16回大会） | 山梨・長野・新潟 | 13校   | 諏訪蚕糸（2年連続2回目） | 5-1        | 長野商   | 準優勝        |